# Polariserbarhet
Polariserbarhet är ett mått på hur stor inverkan ett yttre elektriskt fält har på en atoms, molekyls eller grupps elektronmolnsform. Låg elektronegativitet och ett stort elektronmoln leder till hög polariserbarhet.
Det yttre fältet kan komma från närliggande molekyler eller ljus, till exempel.